# Impellitteri (EP)
Impellitteri è il primo EP dell'omonima band heavy metal statunitense, pubblicato nel 1987 per la Relativity Records.

## Tracce
1. Lost in the Rain – 2:57
2. Play with Fire – 3:20
3. Burning – 3:05
4. I'll Be Searching – 3:55

## Formazione
- Rob Rock - voce
- Chris Impellitteri - chitarra
- Ted Days - basso
- Loni Silva - batteria